# Епархия Каннура
Епархия Каннура (лат. Dioecesis Kannurensis) — епархия Римско-Католической церкви c центром в городе Каннур, Индия. Епархия Каннура входит в митрополию Каликута. Кафедральным собором епархии Каннура является церковь Пресвятой Троицы.

## История
5 ноября 1998 года Римский папа Иоанн Павел II выпустил буллу Cum ad aeternam, которым учредил епархию Каннура, выделив её из епархии Каликута.
Первоначально являвшаяся суффраганной епархией митрополии Вераполи, 12 апреля 2025 года она стала суффраганной митрополии Каликута.

## Ординарии епархии
- епископ Varghese Chakkalakal (5.11.1998 — 15.05.2012);
  - апостольский администратор Varghese Chakkalakal (15.05.2012 — 23.04.2014).
- епископ Alex Joseph Vadakumthala (1 февраля 2014 — по настоящее время).

## Источник
- Annuario Pontificio, Libreria Editrice Vaticana, Città del Vaticano, 2003, ISBN 88-209-7422-3
- Булла Cum ad aeternam  (лат.)